# Ponte 6 Ottobre
Il ponte 6 Ottobre (ar: كوبري 6 أكتوبر, Kobri 6th October) è l'undicesimo ponte stradale più lungo del mondo (costruito in oltre 30 anni), taglia in due la capitale cairota ed è una delle arterie principali della città, attraversando gran parte della Grande Cairo

## Descrizione
Il ponte 6 Ottobre prende il nome dalla Guerra del Kippur, la parte costruita dopo il 1981 è dedicata al presidente egiziano Anwar al-Sadat, assassinato il 6 ottobre di quell'anno.
Il ponte ha inizio col distretto di al-Agouza nel governatorato del Giza, passando dall'isola di Gezira, tutti i distretti nord-orientali del governatorato del Cairo fino ad arrivare all'Aeroporto Internazionale del Cairo. Termina nei pressi della piramide al milite ignoto nel distretto di Nasser City, luogo in cui venne assassinato Sadat.

## Galleria d'immagini

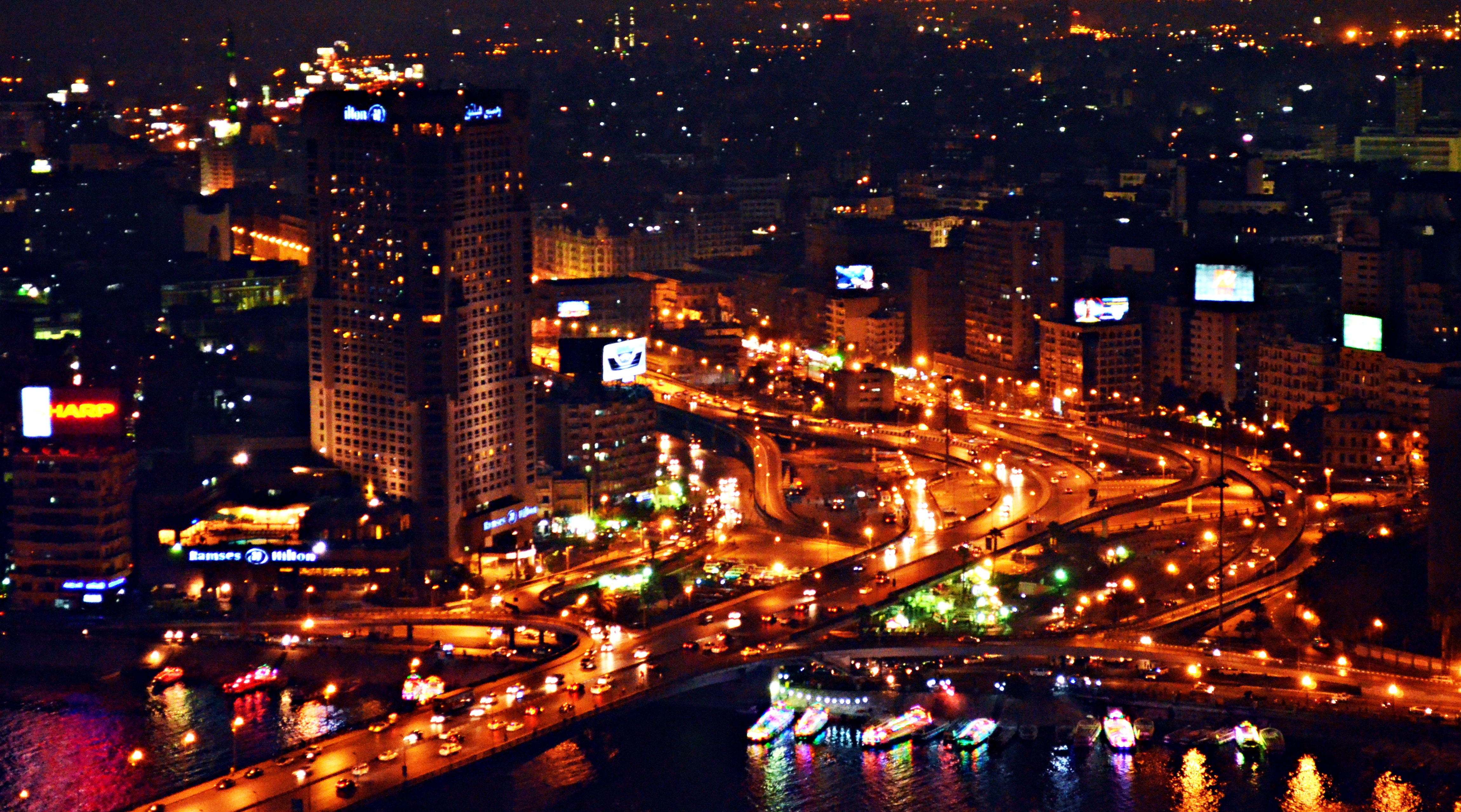
Ponte 6 Ottobre di notte.
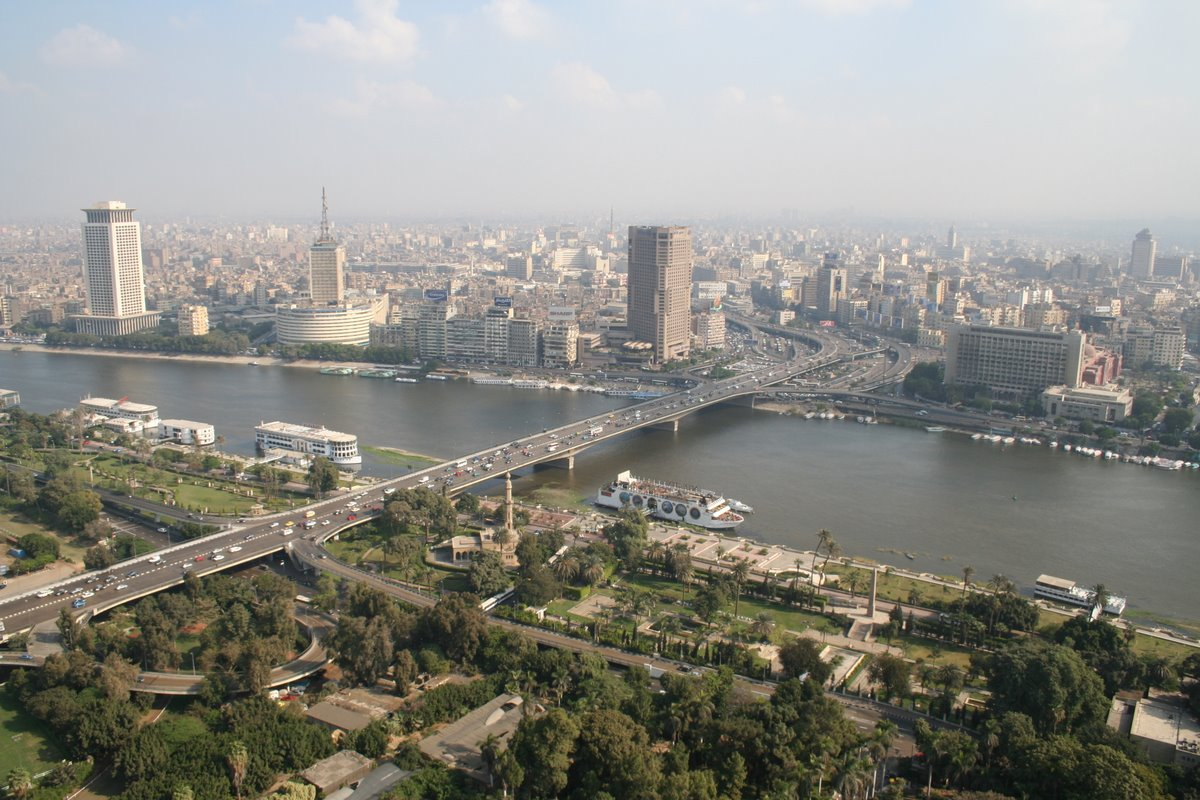
Ponte 6 Ottobre tra Gezira e Tahrir.
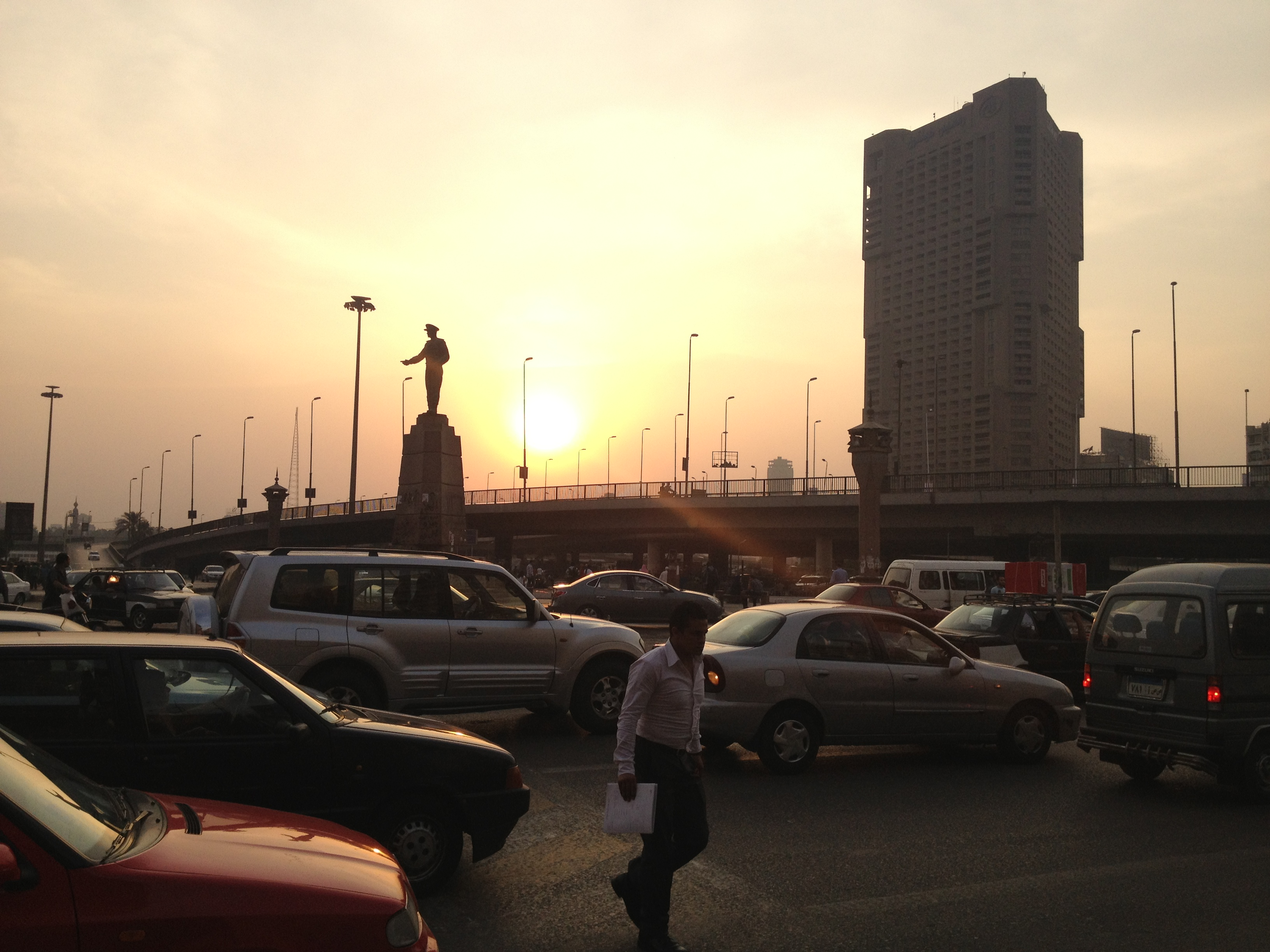
Il ponte 6 Ottobre e l'Hotel Hilton Ramses nei pressi del Museo egizio in centro ciita'.
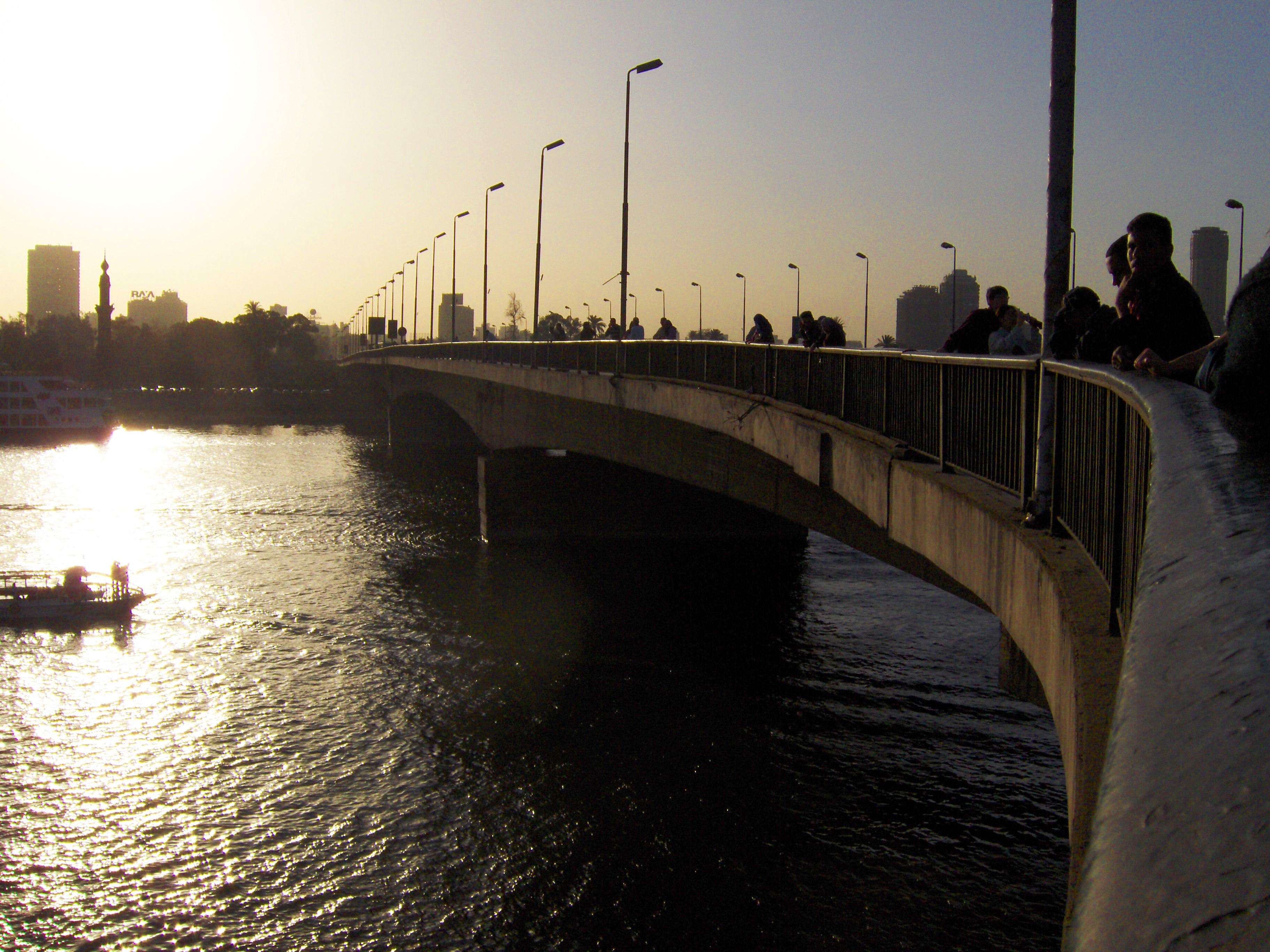
Il Nilo dal ponte 6 Ottobre.